# Combate de las Vegas de Talcahuano
El Combate de las Vegas de Talcahuano fue una batalla librada el 25 de noviembre de 1820 en Talcahuano (aunque otras fuentes señalan que ocurrió el 7 de noviembre de ese año). 
Ocurrió en el marco de la Guerra a Muerte, entre las fuerzas del Ejército de Chile, patriotas dirigidas por Ramón Freire, y los realistas comandados por Vicente Benavides.
El combate se desarrolló en los terrenos llanos de las Vegas de Talcahuano, actualmente isla Rocuant.
Los patriotas se habían refugiado en las fortificaciones de Talcahuano, que había pasado de manos de realistas a patriotas varias veces. Las montoneras recibieron la carga de sables de los patriotas y las líneas fueron rotas en varias partes, dándose a la fuga las milicias realistas quienes fueron perseguidas por cerca de 5 kilómetros y medio.
En la batalla murieron 150 realistas y otros 30 prisioneros fueron muertos.